# Skyforger
Skyforger — латиський фолк-метал колектив, заснований 1995 року в Ризі. Більшість пісень гурту присвячені язичницьким богам та війні.

## Учасники
Теперішні
- Петеріс Кветковскіс (Pēteris Kvetkovskis) — спів, гітара, латиські народні інструмети (з 1995)
- Едґарс «Зірґс» Ґрабовскіс (Edgars «Zirgs» Grabovskis) — бас-гітара, бек-вокал, латиські народні інструмети (з 1995)
- Едґарс «Мазайс» Круміньш (Edgars «Mazais» Krūmiņš) — ударні, перкусія (з 1998)
- Каспарс Барбалс (Kaspars Bārbals) — латиські народні інструмети, бек-вокал (з 2004)
- Мартіньш Петерсонс (Mārtiņš Pētersons) — гітара (1995, з 2008)

Колишні
- Вієстурс Ґрінберґс (Viesturs Grīnbergs) — гітара (1995—1996)
- Константінс Шведовс (Konstantīns Švedovs) — спів (1995—1996)
- Лінда Беце (Linda Bēce) — флейта (1995—1997)
- Імантс Воверс (Imants Vovers) — ударні (1995—1998)
- Ріхардс Скудрітіс (Rihards Skudrītis) — гітара (1996—2000, 2001—2004, 2006—2008)
- Діртс «Моторс» Клявіньш (Ģirts «Motors» Kļaviņš) — гітара (2004—2006)

## Дискографія
- 1997 — Semigalls' Warchant (demo)
- 1998 — Kauja pie Saules
- 2000 — Latviešu Strēlnieki
- 2003 — Pērkoņkalve
- 2003 — Zobena Dziesma
- 2005 — Semigalls' Warchant (перевидання демо-альбому 1997 року з додаванням 4-ох нових пісень)
- 2010 — Kurbads
- 2015 — Senprūsija (Old Prussia)